# Trimeresurus vogeli
Espèce
Synonymes
- Viridovipera vogeli (David, Vidal & Pauwels, 2001)

Trimeresurus vogeli ou crotale vert arboricole est une espèce de serpents de la famille des Viperidae. 
Ce serpent porte le nom de crotale de Vogel en l'honneur de l'herpétologiste allemand Gernot Vogel. 

## Répartition
Cette espèce se rencontre :
- dans le nord-est de la Thaïlande dans la province de Nakhon Ratchasima ;
- au Laos ;
- au Viêt Nam ;
- au Cambodge.

## Description
C'est un serpent venimeux arboricole nocturne de couleur vert vif mesurant dans les 60 cm de longueur.

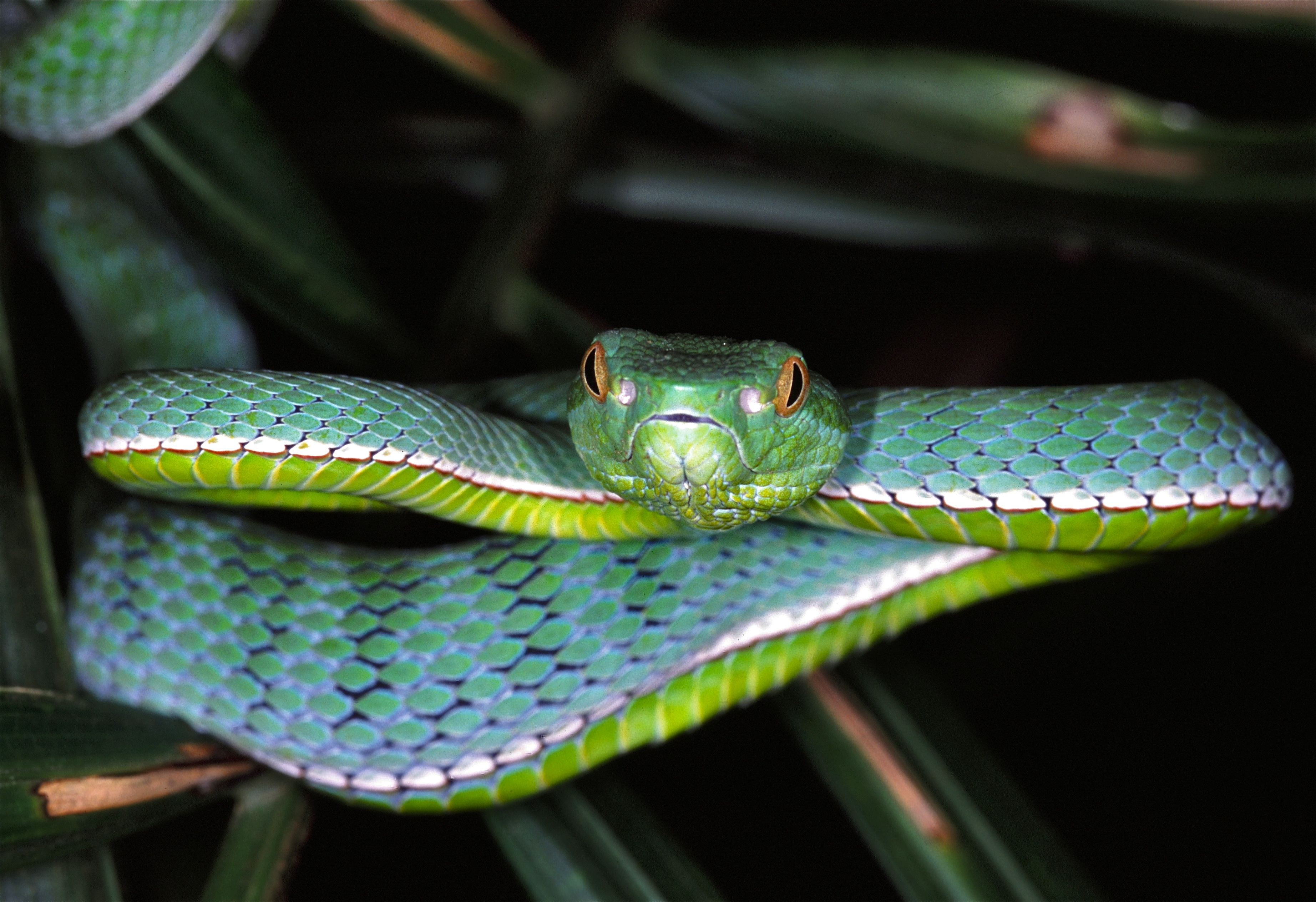
Trimeresurus vogeli dans le parc national de Khao Yai, Thaïlande
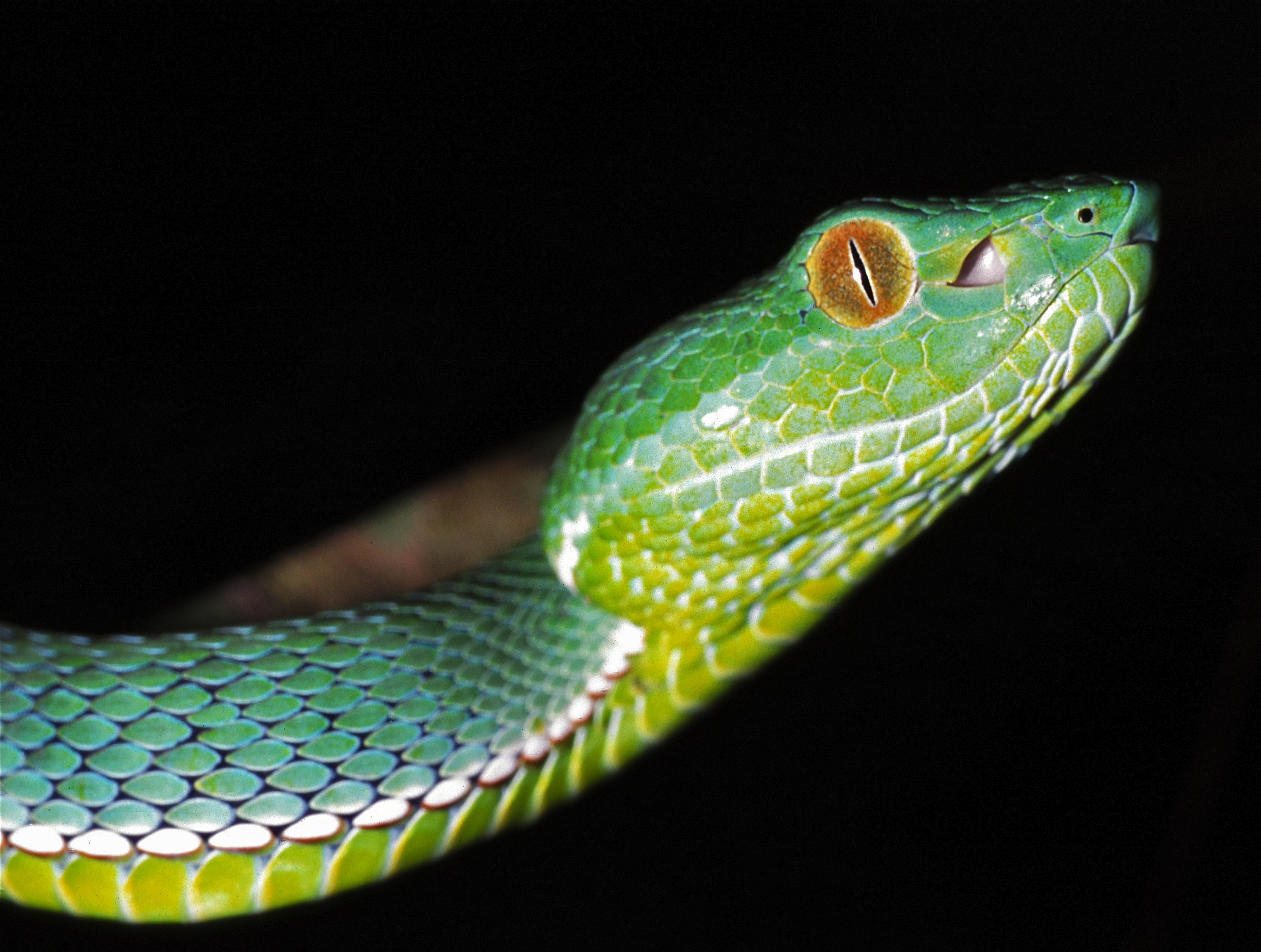
Juvénile
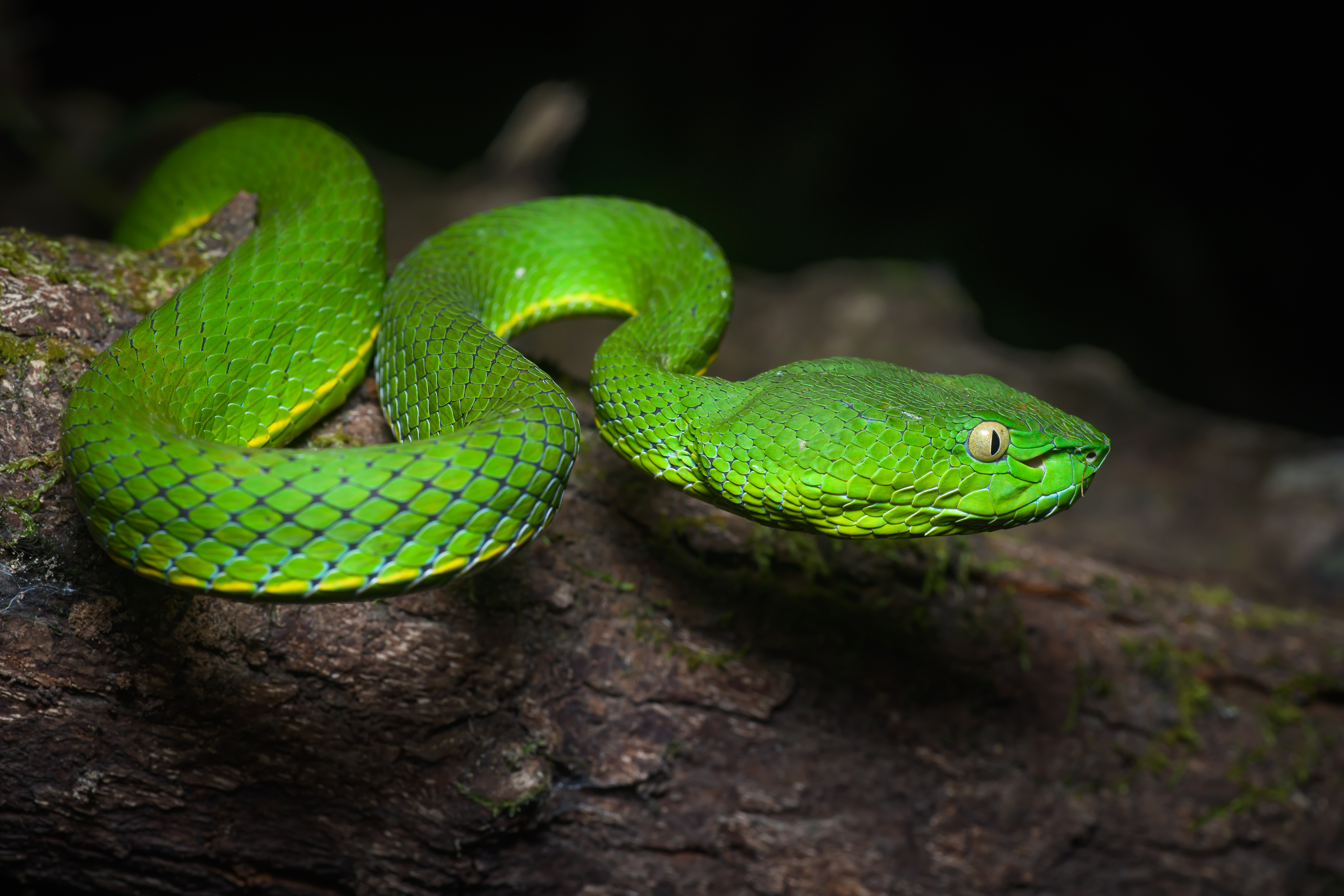
Un trimeresurus vogeli dans le sanctuaire de faune de Khao Soi Dao, Thaïlande

Ce serpent, comme les vipères en Europe, utilise son venin principalement pour tuer ses proies, de préférence des oiseaux et des grenouilles ; mais il peut aussi l'utiliser pour se défendre, parfois contre l'homme chez qui une morsure peut être dangereuse : douleur insoutenable mais non constante et qui décroît rapidement (fort heureusement, cette morsure n'est mortelle que dans de très rares cas).

## Publication originale
- David, Vidal & Pauwels, 2001 : A morphological study of Stejneger's pitviper Trimeresurus stejnegeri (Serpentes, Viperidae, Crotalinae), with the description of a new species from Thailand. Russian Journal of Herpetology, vol. 8, no 3, p. 205-222.